# السياحة في القارة القطبية الجنوبية

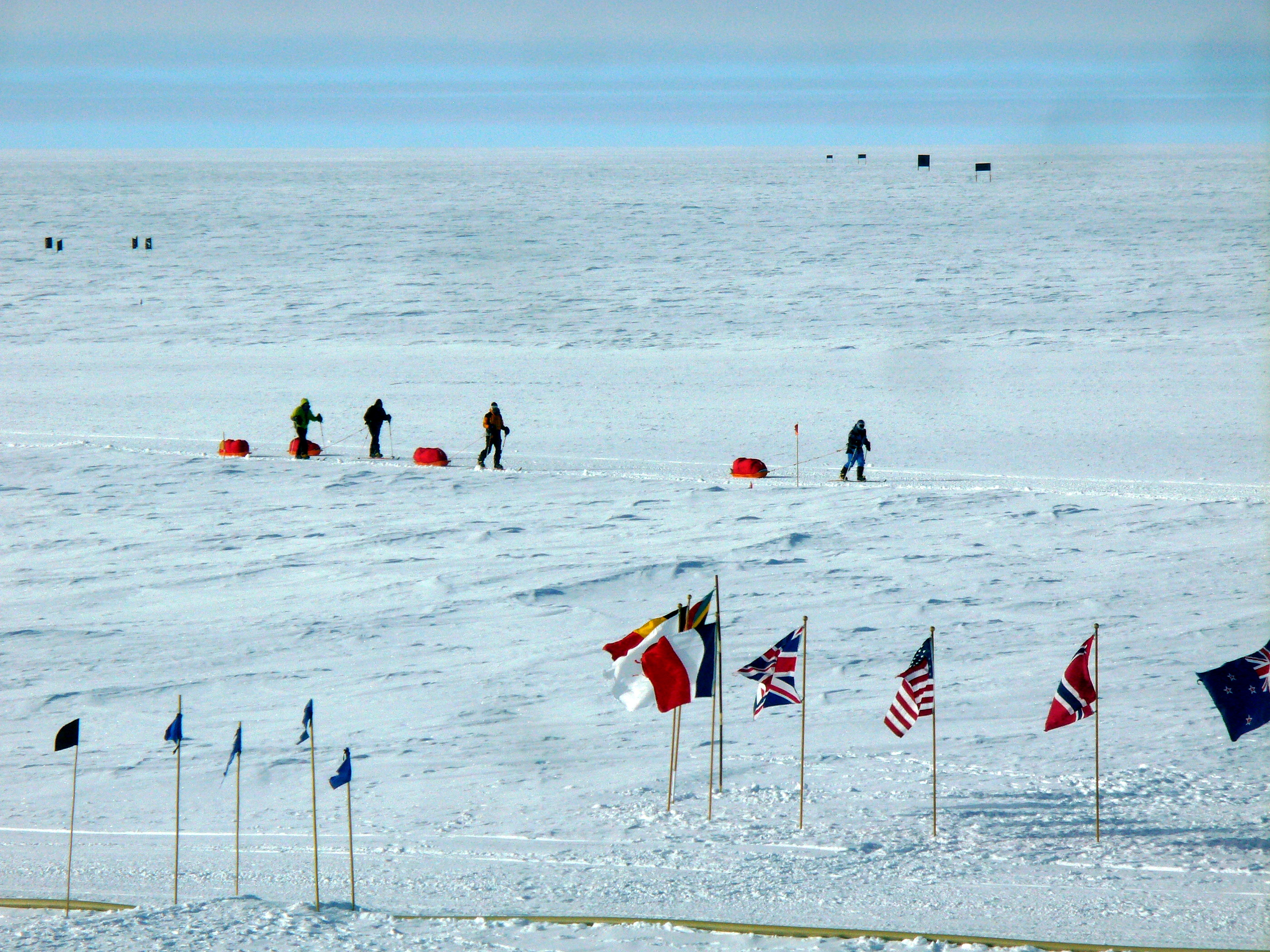

السياحة في القارة القطبية الجنوبية (بالإنجليزية: Tourism in Antarctica)‏ بدأَت السياحة في القارة القطبية الجنوبية مع بداية السياحة البحرية في العقد السابع من القرن العشرين. وبدأت الطلعات الجوية الجوي للقارة القطبية الجنوبية في العقد الثامن من القرن العشرين، وقد كان ذلك في رحلات الطائرات الأسترالية والنيوزلندية لمشاهدة المعالم السياحية، ولكنها اُستُؤنفَت في العقد العاشر من نفس القرن. وقد بدأت رحلات اليخوت خاصة في أواخر العقد السابع من القرن العشرين. وتدوم الرحلات السياحية من شهر تشرين الثاني إلى آذار وتكون في موسم الصيف. وقُدِّرَ زائرو القارة القطبية الجنوبية بـ14762 زائر بين عامي 1999 و2000 من الرحلات البحرية. وخلال عامي 2009 و2010 في الموسم السياحي، زار أكثر من 37000 شخص القارة القطبية الجنوبية.

## ما يُشتَرط لزيارة القارة القطبية الجنوبية
يجب على الشركات السياحة بموجب نظام معاهدة القارة القطبية الجنوبية الحصول على تصريح لزيارة القارة القطبية الجنوبية.

## الأنشطة البرية
تشمل الأنشطة البرية التخييم، والأحذية الثلجية، والمشي ،والتزلج. وقد أصبحت هذه الأنشطة شعبية خاصة في الآونة الأخيرة، كما اُقتُرِح زيادة عدد السُيَّاح الذين يأتون لزيارة القارة القطبية الجنوبية.